# Dekanat rytelski
Dekanat Rytel – jeden z 30. dekanatów w rzymskokatolickiej diecezji pelplińskiej.

## Parafie
W skład dekanatu wchodzi 9 parafii:
- parafia Niepokalanego Poczęcia Najświętszej Maryi Panny – Krojanty
- parafia św. Jadwigi Śląskiej – Lichnowy
- parafia św. Marii Magdaleny – Nowa Cerkiew
- parafia św. Jakuba Apostoła – Ostrowite
- parafia św. Mikołaja – Pawłowo
- parafia Świętej Trójcy – Raciąż
- parafia Najświętszej Maryi Panny Królowej Różańca Świętego – Rytel
- parafia Niepokalanego Serca Najświętszej Maryi Panny – Silno
- parafia Matki Bożej Nieustającej Pomocy – Żalno

## Sąsiednie dekanaty
Borzyszkowy, Brusy, Chojnice, Czersk, Kamień Krajeński, Tuchola.